# Townesia qinghaiensis
Townesia qinghaiensis är en stekelart som beskrevs av He 1996. Townesia qinghaiensis ingår i släktet Townesia och familjen brokparasitsteklar. Inga underarter finns listade i Catalogue of Life.